# Katja Kipping
Katja Kipping   (Dresden, 18 de gener de 1978) és una política alemanya del partit L'Esquerra. Va ser membre del Bundestag representant Saxònia del 2005 al 2021, colíder federal del partit del 2012 al 2021 amb Bernd Riexinger, i la senadora per a la Integració, Treball i Afers Socials del govern de l'estat de Berlín des de desembre de 2021 fins a abril de 2023.
Després de completar el seu Abitur el 1996 a l'Annen-Gymnasium, Kipping va destinar un any de voluntariat a la ciutat russa de Gàttxina. Després, va completar una llicenciatura en estudis eslaus, amb una menció en estudis americans i dret públic, a la Universitat Tècnica de Dresden, de la qual va obtenir el seu màster en arts el 2003. En la seva tesi final, va examinar la relació mútua entre la literatura i la política.